# Slim Whitman
Pour les articles homonymes, voir Whitman.
Ottis Dewey Whitman, Jr., dit Slim Whitman, est un chanteur de musique country américain, né le 20 janvier 1923 à Tampa, Floride et mort le 19 juin 2013 à Orange Park, Floride.

## Informations
La chanson Rose Marie demeure son plus grand succès. Mais il eut d'autres grands tubes avec Indian Love Call (en), Secret Love ou Love Song Of The Waterfall. Capable de yodler, il apprit par lui-même d'anciennes chansons de Jimmie Rodgers. Son premier enregistrement fut I'm Casting My Lasso Towards The Sky (en français : Je jette mon lasso vers le ciel).
Bien qu'il fût américain, son succès se bâtit essentiellement en Angleterre, où il fut à plusieurs reprises no 1 ainsi que dans d'autres pays anglophones. Très influent dans le milieu de la country, il demeure pourtant aujourd'hui largement méconnu du grand public.
Sa chanson Indian Love Call (en) est utilisée dans le film Mars Attacks! pour repousser les extraterrestres. Sa chanson I Remember You est utilisée dans le film La Maison des 1 000 morts de Rob Zombie lors de l'assassinat des agents de police.